# Muzeum Těšínska

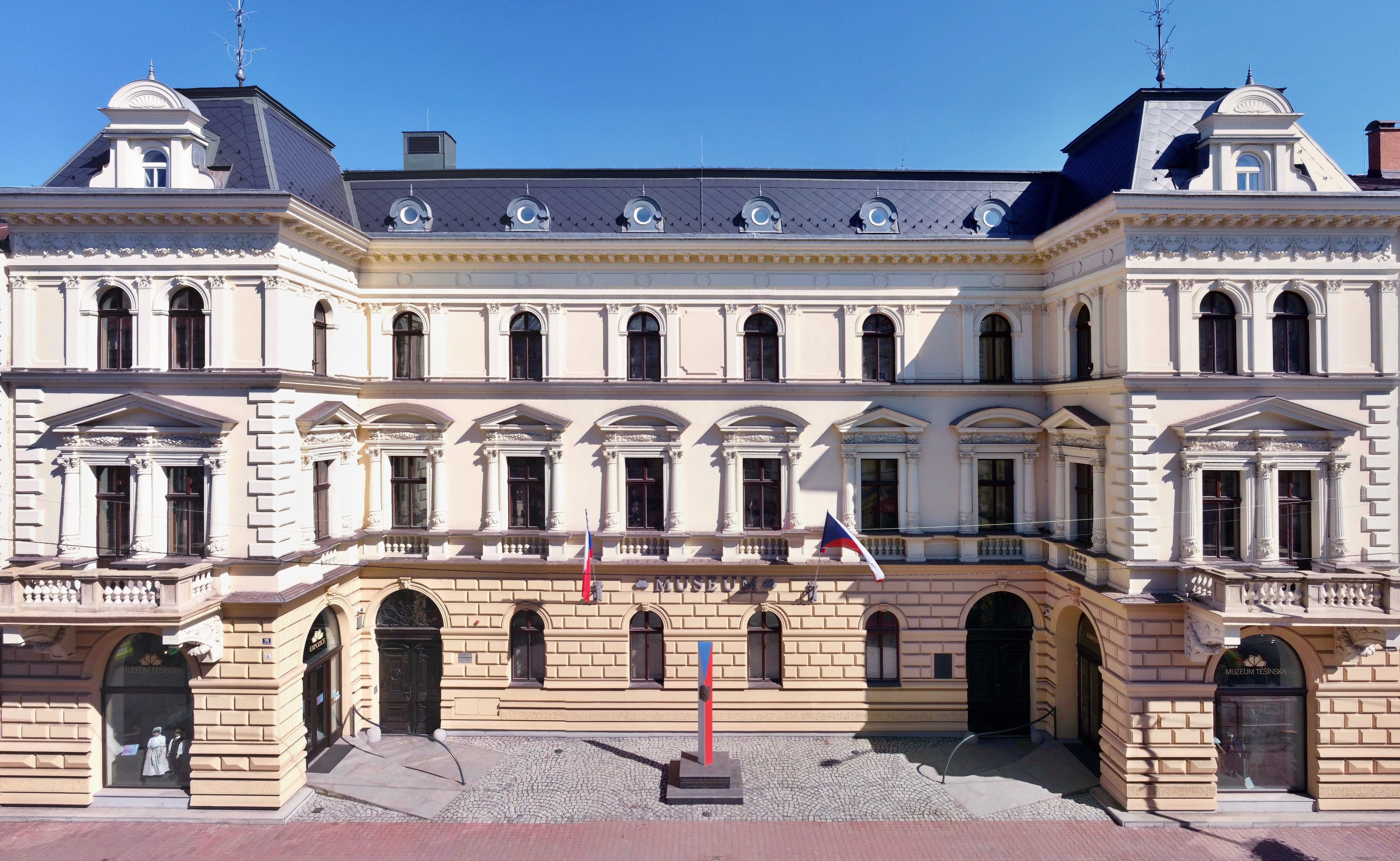
Historická budova Muzea Těšínska po rekonstrukci, 2021

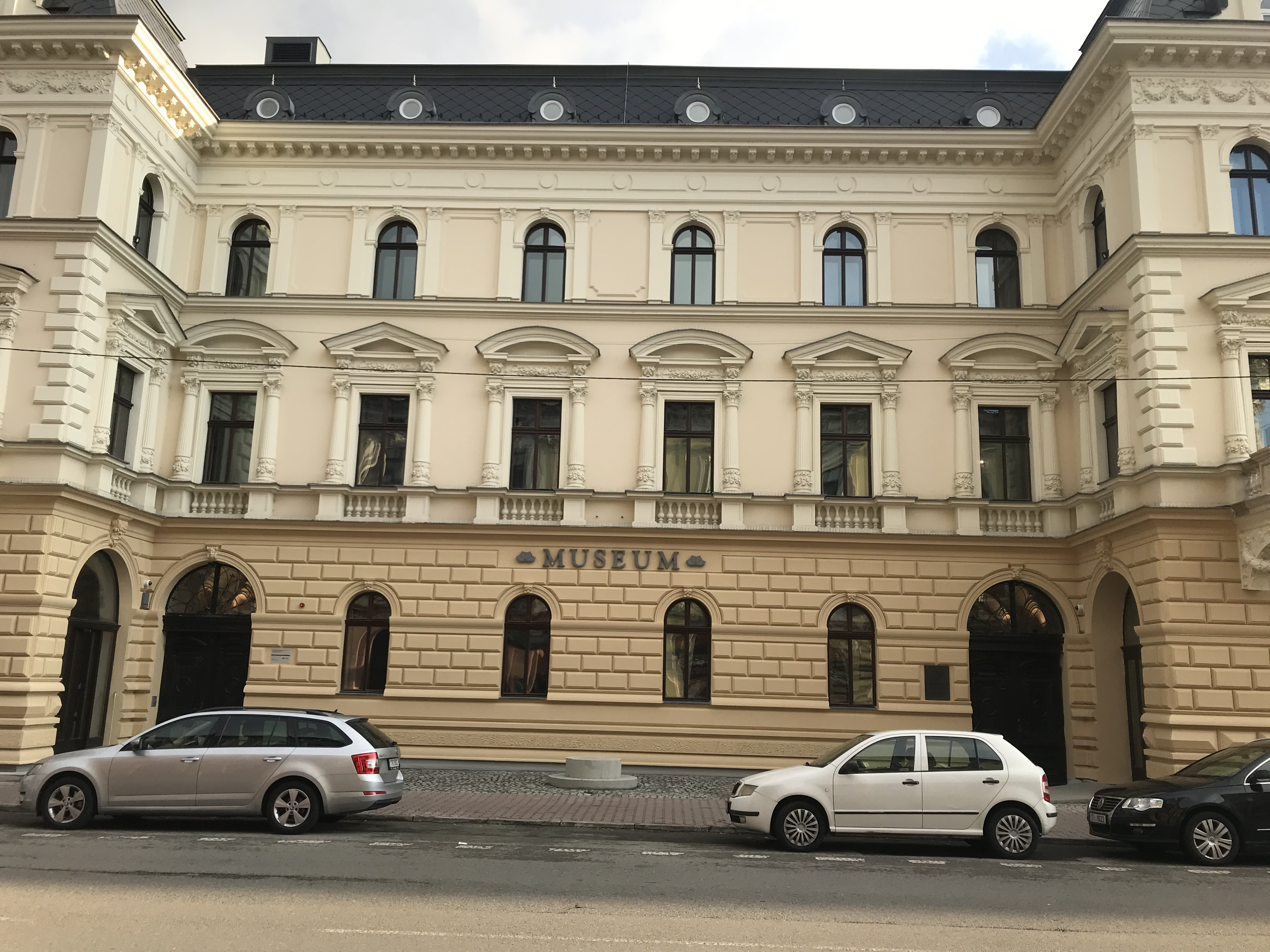
Muzeum Těšínska po rekonstrukci

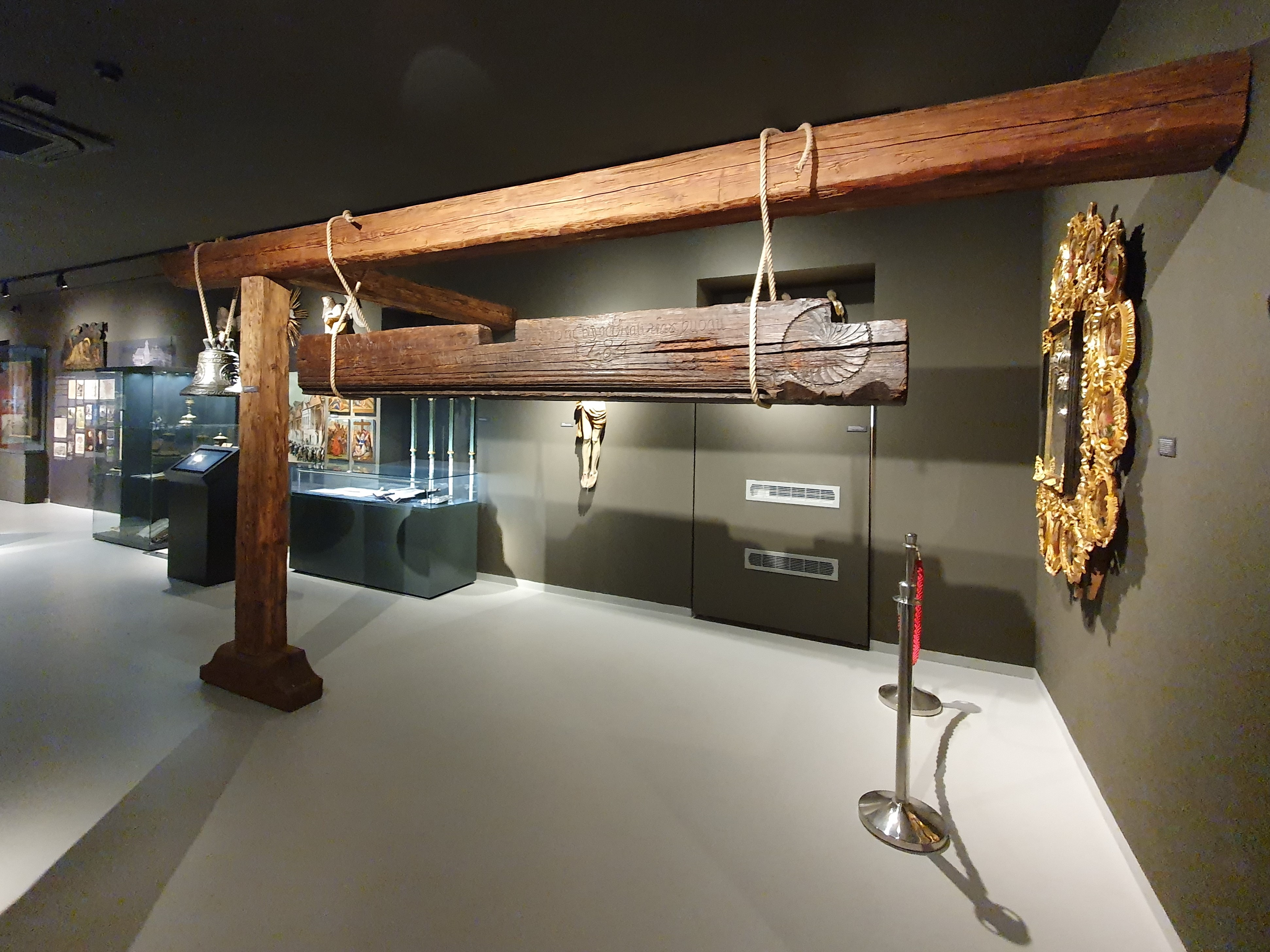
Expozice (náboženské dějiny Těšínska v novověku)

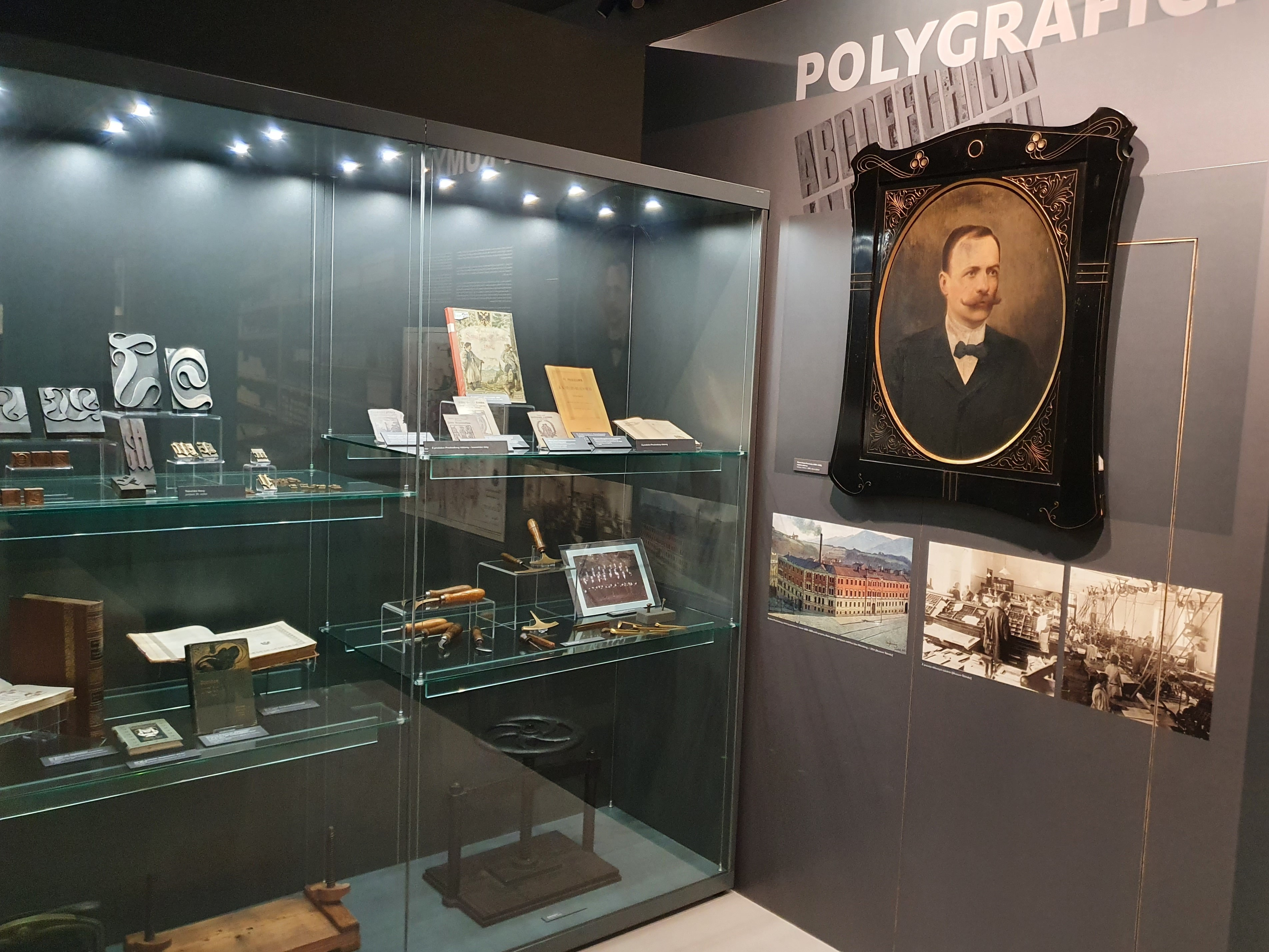
Expozice (polygrafický průmysl v Těšíně)

Muzeum Těšínska (pol.: Muzeum Ziemi Cieszyńskiej) se sídlem v Českém Těšíně je regionální muzeum s krajskou působností. Bylo založeno v roce 1948 zásluhou těšínského učitele a kreslíře Ladislava Báči, který se pak stal jeho prvním správcem.

## Historie
Tradice muzejnictví na Těšínsku však sahají až do roku 1802, kdy bylo v někdejším Těšíně (Cieszyn, Polsko) otevřeno nejstarší muzeum na Moravě a ve Slezsku. Zásluhu na tom měl kněz Leopold Jan Šeršník (polsky: Szersznik, německy: Scherschnik).

## Současnost
Muzeum je příspěvkovou organizací Moravskoslezského kraje. Má 5 poboček: Chotěbuz (Archeopark), Havířov-Podlesí (Kotulova dřevěnka), Jablunkov (Muzeum trojmezí), Životice (Památník životické tragédie) a Český Těšín (Historická budova).
Součástí muzea je Muzejní knihovna a studovna Silesia a Klub Muzea Těšínska. Muzeum je zaměřeno na historii, přírodovědu a vlastivědu oblasti Těšínského Slezska.

### Spolupráce
Muzeum Těšínska spolupracuje s Muzeem Těšínského Slezska v Těšíně (Muzeum Śląska Cieszyńskiego, Cieszyn), které je známé také jako Šeršníkovo muzeum.
Partnerství udržuje také se slovenskými institucemi – Kysuckým muzeem v Čadci, a s Oravským muzeem Pavla Országha Hviezdoslava v Dolním Kubíně.

### Klub Muzea Těšínska
Klub (KMT) je zaměřen na rozvoj vzdělanosti a zájmu veřejnosti o historii a vlastivědu Těšínska. V současné době KMT má více než 150 členů. Členům KMT se tak nabízí možnost čerpat informace z práce muzea jako instituce, z výsledků práce jeho odborných pracovníků, ale také mají možnost se účastnit se zajímavých přednášek z oblasti historie, vlastivědy, přírodovědy a zeměpisu našeho města, regionu a vlasti.

### Projekty
V současné době muzeum má zpracováno sedm vlastních projektů:
- Muzeum Těšínska nabízí
- Tradice hornictví – pracovní listy
- Dvě města – jedna tradice / Dwa miasta – jedna tradycja
- Těšínský muzejní sborník 4 / Cieszyńskie Studia Muzealne 4
- V dobách umění bez hranic / W czasach sztuki bez granic
- Vojenské zajatecké tábory Teschen během 2. světové války
- Hmotná a duchovní kultura/Kultura materialna i duchowa

Aktuálně realizovaný projekt
- Toulky údolím Olše

Muzeum se podílelo také na realizaci řady dalších přeshraničních projektů partnerských institucí (Muzeum Śląska Cieszyńskiego w Cieszynie, Oravské múzeum Pavla Országha Hviezdoslava v Dolnom Kubíne a Kysucké múzeum v Čadci).

### Vedení
Současným ředitelem muzea je PaedDr. Zbyšek Ondřeka.